# Per "Texas" Johansson (musiker)

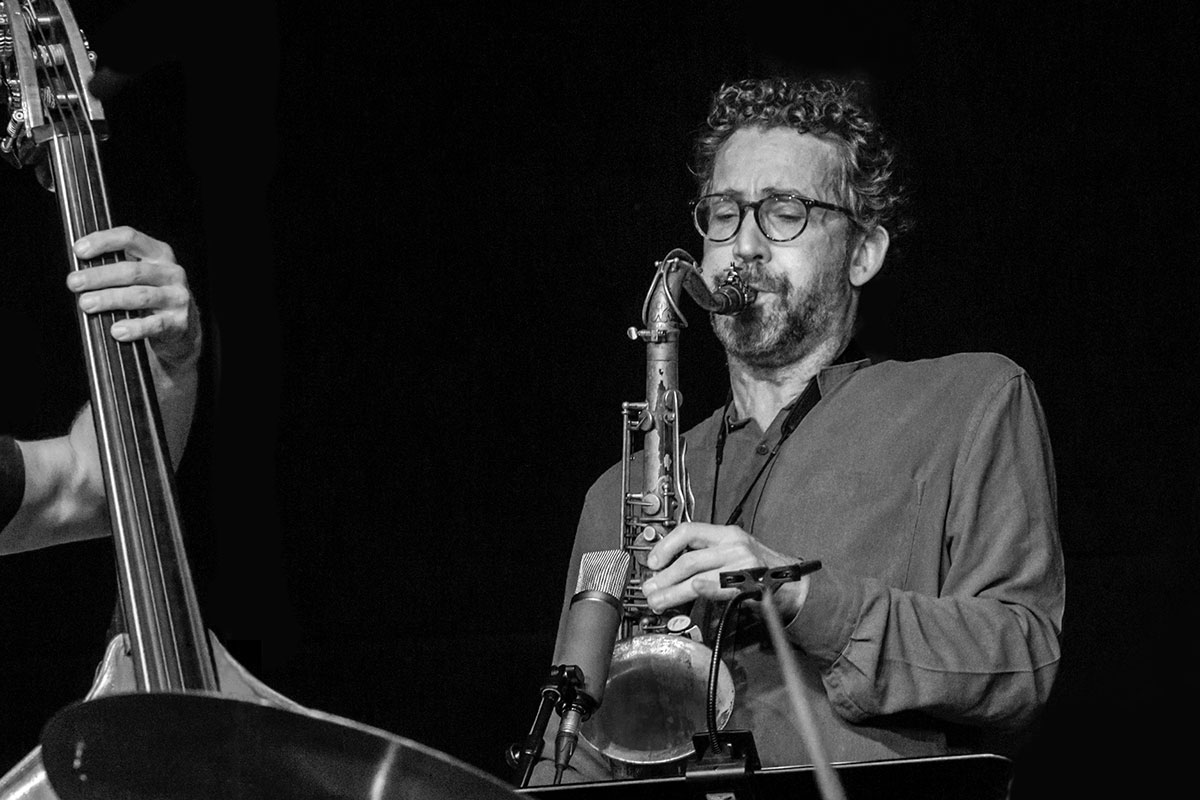
Per Texas Johansson playing with Gard Nilssen´s Supersonic Orchestra (Denmark 2022)

Björn Per Anders "Texas" Johansson, född 18 mars 1969 i Södertälje, är en svensk jazzmusiker (träblåsinstrument). Han är även utbildad sjuksköterska, specialiserad inom narkos.

## Verksamhet
Johansson spelade fram till 1990 med Thore Swanerud och Gugge Hedrenius, under 1990-talet i Stockholm Jazz Orchestra och med Lina Nyberg. 1997 gav han tillsammans med Fredrik Ljungkvist, Dan Berglund und Mickel Ulfberg sitt debutalbum hos EMI/Kaza. Under 2010-talet spelade han också med Atomic, Goran Kajfeš, Peter Asplund, Dicken Hedrenius, Bo Kaspers Orkester och Torbjörn Zetterberg. Han spelade också med egna band, där musiker som Paal Nilssen-Love och Johan Lindström dyker upp. På jazzområdet deltog han från 1987 till 2007 i 21 skivinspelningar.
.Från 2016 ingår Per "Texas" Johansson i JH3-Jari Haapalainen Trio som han sedan lämnade precis när deras femte skulle släppas. 2019 släpptes uppföljaren till "Rulltrapporna" som heter Stråk på himlen och stora hus, Grammisnominerad bland annat faktiks!
Han ska inte förväxlas med fotbollsspelaren Per "Texas" Johansson (född 1978) eller jazzmusikern Per "Ruskträsk" Johansson.

## Utmärkelser och priser
- 1998 – Gyllene skivan för albumet "Alla Mina Kompisar"
- 1999 – Grammis (jazz) för albumet "Alla Mina Kompisar" [5]
- 2015 – Gyllene skivan för albumet "De långa rulltrapporna i Flemingsberg"[6]
- 2015 – Bert Levins stiftelse för jazzmusik

## Diskografi
- Rebecka Törnqvist & Per 'Texas' Johansson: The Stockholm Kaza Session (EMI, 1996)
- Alla Mina Kompisar (EMI Svenska AB, 1998)
- Man Kan Lika Gärna Leva (Kaza, 1999)
- Per 'Texas' Johansson Remixad av Jens Lodén – Holon (EMI, 2001)
- De långa rulltrapporna i Flemingsberg (Moserobie, 2014)
- Stråk på himlen och stora hus (Moserobie, 2019)